# Украинская хохлатая (порода кур)

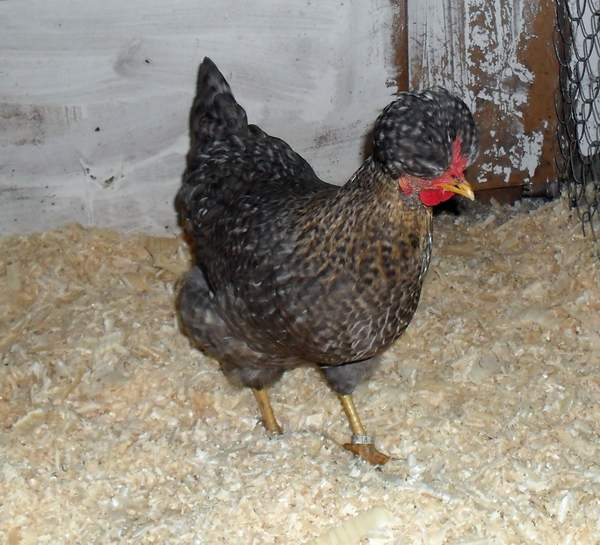
Украинская чубатая

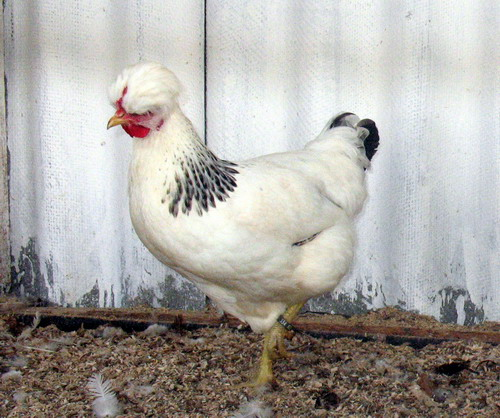
Украинская чубатая

Украинская хохлатая — мясо-яичная порода кур, местная исторически сложившаяся порода Украины. Происхождение не установлено. Название порода получила по развитию внешнего экстерьерного признака — хохла на голове или «чуба», отсюда и «чубатая».

## Описание экстерьерных признаков
Гребень листовидный, причем у петухов из-за развитого «чуба» он спадает набок и это не является пороком, имеющим место у пород с листовидной формой гребня. У кур хохол более развит и имеет округлую форму; у петухов он в форме спадающего чуба. Клюв крепкий, слегка изогнут; грудь широкая, выпуклая спина широкая, прямая; туловище длинное: хвост хорошо развит. Окраска оперения светлая колумбийская, чёрная, палевая.

## Продуктивность
Живая масса кур 2,2 кг, петухов 3,0 кг. Яйценоскость в первый год продуктивности 160 яиц. Масса яйца 56 г, окраска скорлупы: кремовая. Куры начинают нестись в шестимесячном возрасте. Сохранность взрослых кур 88 %, молодняка 90 %.